# Хмелінко
Хмелінко (пол. Chmielinko, нім. Steinberg) — село в Польщі, у гміні Львувек Новотомиського повіту Великопольського воєводства.
Населення — 577 осіб (2011).
У 1975-1998 роках село належало до Познанського воєводства.

## Демографія
Демографічна структура станом на 31 березня 2011 року:
|          | Загалом | Допрацездатний вік | Працездатний вік | Постпрацездатний вік |
| -------- | ------- | ------------------ | ---------------- | -------------------- |
| Чоловіки | 278     | 59                 | 198              | 21                   |
| Жінки    | 299     | 66                 | 173              | 60                   |
| Разом    | 577     | 125                | 371              | 81                   |